# Elói João Zanella
Elói João Zanella (Erechim, 9 de março de 1943) é um político brasileiro. Foi prefeito de Erechim por quatro mandatos e deputado estadual pelo Rio Grande do Sul em um mandato.

## Biografia

### Vida Pessoal
Elói João Zanella nasceu em 9 de março de 1947, em Erechim. Nasceu em casa, sendo filho do operário Atílio e de Teodolinda Zanella. Tem 3 irmãs: Stelita, Terezinha e Susy. Zanella iniciou seus estudos na escola normal José Bonifácio. Foi estudar para se tornar padre no seminário, mais logo saiu por falta de vocação.
Seu primeiro emprego foi como engraxate, depois se tornou frentista. Seu primeiro emprego realmente fixo veio aos 13 anos, numa empresa de materiais de construção, onde ficou por 5 anos. Trabalhou como auxiliar de escritório e de secretário. Em 1965, prestou concurso para a Caixa Econômica Estadual.
Zanella entrou na vida política por meio dos estudos no colégio Barão do Rio Branco, onde se formou em Contabilidade. Lá  ajudou a fundar o grêmio estudantil da escola, e sua atuação neste grêmio o fez integrar a diretoria da Associação Erechinense de Estudantes, e posteriormente fez com que Elói se tornasse presidente desta associação e vice-presidente da União Gaúcha de Estudantes Secundários.

### Carreira Política
Tendo Bacharelado em administração de empresas, Zanella se elegeu pela primeira vez prefeito de Erechim no ano de 1976, para um mandato de quatro anos (prorrogado por mais dois), concorrendo pelo partido Aliança Renovadora Nacional (ARENA) e tendo como vice-prefeito Sidney Guerra, que faleceu poucos dias antes da eleição. Assumiu seu mandato em 1977 como o mais jovem prefeito eleito do município. Elegeu seu sucessor, Jayme Luiz Lago, nas eleições de 1982.  4 anos depois, foi eleito deputado estadual constituinte na 47ª legislatura, em 1986, pelo Partido da Frente Liberal (PFL). Utilizava como slogan: "Eleitor da região, vota em candidato da região!".
Retornou ao cargo de prefeito de Erechim pelo PFL em 1989, ao vencer as eleições de 1988 com Narciso Paludo como vice-prefeito. Após não concorrer em 1992 e 1996, Zanella retornou em 2000 pelo Partido Progressista, com Luiz Antônio Tirello, do PTB como vice-prefeito, e venceu as eleições, reelegendo-se em 2004 com a mesma chapa., totalizando 18 anos à frente do Executivo erechinense.
Após um hiato da vida política, onde preferiu não concorrer ao cargo de prefeito na eleição municipal de Erechim em 2016, retornou como candidato a vereador pelo Progressistas na eleição municipal de Erechim em 2020 não sendo eleito, mas ajudando seu partido a conquistar uma cadeira no legislativo.